# Distance entre deux points sur le plan cartésien
 (février 2025).
Si vous disposez d'ouvrages ou d'articles de référence ou si vous connaissez des sites web de qualité traitant du thème abordé ici, merci de compléter l'article en donnant les références utiles à sa vérifiabilité et en les liant à la section « Notes et références ».

Utilisation du théorème de Pythagore pour calculer la distance euclidienne entre deux points du plan.

Dans le plan cartésien, les points sont définis à l'aide de leurs coordonnées cartésiennes.
Soient {\displaystyle A} et {\displaystyle B} deux points dans le plan cartésien, {\displaystyle (x_{A},y_{A})} les coordonnées du point {\displaystyle A} et {\displaystyle (x_{B},y_{B})} les coordonnées du point {\displaystyle B}. Alors la distance {\displaystyle AB} sur le plan vaut :

## Démonstration
Soit {\displaystyle C} le point de coordonnées {\displaystyle (x_{A},y_{B})}.
{\displaystyle x_{A}=x_{C}\Rightarrow AC=|y_{C}-y_{A}|} et {\displaystyle (AC)} est verticale ;
{\displaystyle y_{B}=y_{C}\Rightarrow BC=|x_{C}-x_{B}|} et {\displaystyle (BC)} est horizontale ;
donc {\displaystyle (AC)\perp (BC)}.
D'après le théorème de Pythagore,
{\displaystyle {\begin{aligned}AB^{2}&=BC^{2}+AC^{2}\\&=|x_{C}-x_{B}|^{2}+|y_{C}-y_{A}|^{2}\\&=|x_{A}-x_{B}|^{2}+|y_{B}-y_{A}|^{2}\\&=(x_{B}-x_{A})^{2}+(y_{B}-y_{A})^{2}\end{aligned}}}
donc
{\displaystyle AB={\sqrt {(x_{B}-x_{A})^{2}+(y_{B}-y_{A})^{2}}}.}